# Berliner Liederschulen
Med betegnelsen Berliner Liederschulen, de berlinske liedskoler, refererer man sædvanligvis til to grupper af komponister i 1700-tallet der bestræbte sig på af fremme den strofiske sang.

## Første Berliner Liederschule fra o. 1750
Man regner Første Berliner Liederschule, "Erste Berliner Liederschule", for grundlagt i 1753 med Christian Gottfried Krauses og Karl Wilhelm Ramlers Oden mit Melodien. I fortalen fremhæves at melodierne skal være så enkle og sangbare som muligt, og der henvises til den franske chansonkunst som et mønster på naturlighed og lethed. Bestræbelserne på at give kunstsangen et folkeligt musikalsk grundlag er imidlertid ikke romantisk: Krause var en rationalistisk orienteret personlighed for hvem det ikke drejede sig om at søge tilbage til oprindeligt folkemusikalsk stof, men at nærme kunstsangen til et simpelthedens og naturlighedens ideal, der blev udformet inden for en i højeste grad aristokratisk kultur, og Frankrig blev et naturligt musikalsk forbillede, jævnfør opéra comique, det franske syngespil med kravet om naturlighed til tekster og musik, og hvis karakteristiske resultat var den folkeligt tilstræbte, iørefaldende melodik, de mange strofiske sange og først og fremmest den talte dialog.

## Anden Berliner Liederschule fra o. 1780
De overvejelser der kom til udtryk i Oden mit Melodien kom imidlertid først helt til udfoldelse med den anden generation af komponister der er blevet betegnet den Anden Berliner Liederschule, "Zweite Berliner Liederschule", med J.A.P. Schulz som en af de fremtrædende repræsentanter. Af andre kan nævnes Johann André (1741-99), Johann Friedrich Reichardt (1752-1814) og Carl Friedrich Zelter (1758-1832), korleder for Sing-Akademie zu Berlin.
I nært samarbejde med den litterære gruppe Göttinger Hainbund, som blev stiftet 1772, arbejdede de med større held videre på det der var blevet forsøgt i årtierne forud: at genopvække sansen for forbindelsen af ord og toner og bringe den lødige kunstsang ud til en større kreds. Hos Johann Heinrich Voß, Gottfried August Bürger, Matthias Claudius og brødrene Stolberg fandt de en sangbar lyrik som var mere i pagt med deres egne idealer. Et forbillede var også Herder der havde hævdet værdien af den folkelige digtning med sine Volkslieder, I-II (1778-79).

## Schulz betydning for romancen i Danmark
Sin betydning i denne kreds af digtere og komponister stadfæstede Schulz gennem de samlinger han udsendte fra 1779 Gesänge am Clavier og Lieder im Volkston, bey dem Klavier zu singen, I-III (1782, 1785 og 1790)  I en programerklæring satte Schulz som hovedformål med sine sangkompositioner at udbrede kendskabet til gode tekster. I den musikalske udformning af sangen skulle melodien være hovedsagen: en enkel, letsyngelig melodi uden store spring eller stort omfang.
Schulz virkede i København i en kort årrække 1787-95, og hans sange tilførte den danske romance nogle nye og væsentlige træk, idet han til den franskpåvirkede romance og folkeviseromancen føjede sin egen viseprægede romance. For Schulz var Romanze og Lied dog det samme, og han var på den måde med til at udviske romancegenrens grænser. Der blev i Danmark i 1800-tallet arbejdet videre med den viseprægede romance af blandt andre Weyse og Berggreen.